# Dobroszyce (gemeente)
De gemeente Dobroszyce is een landgemeente in het Poolse woiwodschap Neder-Silezië, in powiat Oleśnicki.
De zetel van de gemeente is in Dobroszyce.
Op 30 juni 2004 telde de gemeente 5997 inwoners.

## Oppervlakte gegevens
In 2002 bedroeg de totale oppervlakte van gemeente Dobroszyce 131,74 km², waarvan:
- agrarisch gebied: 48%
- bossen: 44%

De gemeente beslaat 12,55% van de totale oppervlakte van de powiat.

## Demografie
Stand op 30 juni 2004:
| Omschrijving                   | Totaal | Totaal | Vrouwen | Vrouwen | Mannen | Mannen |
| ------------------------------ | ------ | ------ | ------- | ------- | ------ | ------ |
| eenheid                        | aantal | %      | aantal  | %       | aantal | %      |
| inwoners                       | 5997   | 100    | 3024    | 50,4    | 2973   | 49,6   |
| bevolkingsdichtheid (inw./km²) | 45,5   | 45,5   | 23      | 23      | 22,6   | 22,6   |

In 2002 bedroeg het gemiddelde inkomen per inwoner 1460,13 zł.

## Administratieve plaatsen (sołectwo)
Bartków, Białe Błoto, Dobra, Dobrzeń, Dobroszyce, Łuczyna, Malerzów, Mękarzowice, Miodary, Nowica, Nowosiedlice, Sadków, Siekierowice, Strzelce.

## Aangrenzende gemeenten
Długołęka, Krośnice, Oleśnica, Twardogóra, Zawonia